# 联饶镇
联饶镇，是中华人民共和国广东省潮州市饶平县下辖的一个乡镇级行政单位。

## 行政区划
联饶镇下辖以下地区：
上寨村、群力村、潮刘村、新寮村、新陂村、古笃村、山门村、葛口村、胶墩村、下寨村、后葛村、光陇村、赤岭村、宅畔村、高东村、下饶村、深涂村、洋东村、凤山楼村、春光村、星光村、赤坑村、暗井村和城岗村。

## 語言
联饶镇通行潮州話。

## 信仰
东寨村 
- 娘宫:供奉南海观音娘娘

西潮坑村
- 红宫:供奉关帝爷

星光村
- 三王爷庙:供奉三王爷

## 姓氏由來
庄姓， 联饶冠陇村庄姓居民是清顺治九年（1652年）从普宁县庄陇乡迁徙入饶的。先袓居福建泉州晋江桃源村。
林姓， 先祖林维福(唐九牧林蒙后裔)，居漳州，为林氏“九牧”横州派系之十七代孙，原籍漳州府龙溪县（即今漳州市龙文区步文镇）莲池。南宋末年，元军南侵，局势动荡，初居石壁，后卜居诏安含英。明末时林氏先民从福建诏安桥东镇含英乡迁联饶东寨村定居。此地昔时为海边，周边一带统称潮坑，船只在此靠拢，故称“船地”。
林姓， 黄冈林氏始祖梅江【梅岗】公，乃东井公次子，原籍福建莆田东井，后入广东潮州饶平。生于南宋终于元，享寿八十岁，生四子，长子文惠是本系祖，子孙派衍于黄冈城内，黄冈林厝埭，联饶古笃，联饶新寮，钱东峙头，樟溪下院，海山，澄海之南湾，北湾及海丰，陆丰等地。
林姓， 明朝正德年间，因林氏祖先林文康的子孙—六世林茂成第四子由福建省诏安县溪东（现诏安县霞葛镇南陂村）移居迁徙广东饶平联饶镇新陂村开基，并在这里繁衍生息而形成。创村时，因祖先为祖籍南陂派系子孙，为了不忘“南陂”纪念故里，因故取名新陂。
刘姓， 明末清初刘氏先民从福建省诏安县迁联饶刘厝创村。因是刘氏创村，故取名刘厝，村中建有土楼寨和平楼，故别名为和平楼村。代表性民居有方形土楼寨—刘厝村楼（又名和平楼），该楼始建于清末，外周长250米，楼内有66个房间。该楼保存较好，仍有部分村民居住其中。
刘姓， 先祖从福建省前厝寮迁移广东饶平联饶林厝寮村安居置业。
刘姓， 先祖从广东饶平饶洋镇石井乡后厝村迁移饶平联饶镇林厝寮村安居置业。
謝姓， 開饒始祖 謝福全於元末明初間，從福建漳州小靖(今詔安秀篆)遷移海陽，開創橫溪(今饒平新豐鎮)。福全派下有饒平黃岡、聯饒、樟溪、新圩、錢東、高堂、大埕；潮安、澄海、潮陽、普寧、豐順等。明万历六年(1578)谢氏先民从饶平县弦歌都中饶堡横溪乡(今新丰镇溁溪)迁联饶镇后葛村定居。
黄姓， 明正德元年(1506)黄氏先民从潮安县彩塘镇下桥迀移联饶镇后葛村定居。
黄姓， 黄恭，锐公次子，明由福建省漳蒲高山迁铜山东钵礁头（今福建东山县东钵镇），后裔分诏安高坑（今诏安县梅岭镇高坑），称添海公，为开基之祖。又分峰崎、石城、下崎、溪仔、城关、四都圩、广东陆丰念山镇、饶平联饶黄旗山、饶平大埕等地。
黄姓， 明代景泰间，先祖庞德公，字启裕，由福建莆田迁福建漳浦县铜山所深井(今漳州东山县)开基，后裔又分迁广东饶平之上饶营前、平和、大坪、联饶下寨等。
吴姓， 清光绪十五年(1889)吴氏从福建诏安县西谭乡迁移联饶镇后葛村定居，民国元年(1912)，另一支吴氏饶平县高堂迁移联饶镇后葛村定居。
余姓， 从福建迁来的余姓始袓名英，字文英（原姓黄名言，承嗣余家），幼随袓居福建汀州、宋咸淳末（约1274年）与侄有聪避难徙居三饶严寨里，元初迁居黄冈。现黄冈 城内、上林、联饶镇葛口等余姓居民为其衍派。黄冈镇青园余姓居民始祖余驴，号井斋，南宋理宗 年间自大埔入饶，居黄同，余驴次子余史迁居海山镇美宅，现美宅居民为其衍派。
蔡姓， 蔡氏始祖江山公自明代由福建莆田沙溪迁来广东潮州饶平县黄冈蔡厝围，其二弟永山公迁饶平联饶山门村，三弟永立公迁汕头澄海。
邱姓， 邱氏先祖居福建莆田。必化公，淑敏公七子，生于南宋宁宗嘉定十七年甲申（1224年），咸淳间进士，官拜治礼郎。卒于宋末1272年前，寿约49岁。生长子：惟祉；次子惟袒。惟祉20岁亡故（估1241-1260年），遗一子玄辅（约1258年生），母林氏矢志守孀。化公委孤托寡于汫洲玄辅外祖家，玄辅随母而居。惟袒约于咸淳初（1266年）迁于海阳苏寨（今潮安官塘），并携回侄玄辅（9岁）同住。后化公辞官随袒居官塘苏寨，玄辅又于1272年赴饶平县汫洲随母暂居，后避世海滨居饶平汫洲港西，为汫洲港西开基祖。化公二子分派两处也。后裔分衍于浮山之黄岐山（今联饶镇）等地；苏寨一处则有分衍于潮州湘桥意溪等处。
沈姓， 沈世纪原籍河南固始县，唐高宗总章二年随陈政统兵南下干“蛮獠啸乱”。陈政殁后，他又辅佐陈政之子陈元光，是陈元光的得力助手。平乱之后，建置漳州，沈世纪授司马分营将之职，专门驻扎在南诏(今诏安)。《漳州府志》记载：“沈世纪，开漳功臣，乃名将也。”沈世纪落籍诏安，为闽、潮沈姓开基祖。潮汕大部分沈姓人家是从福建漳州诏安迁移过来的，也是沈世纪的嫡系子孙。子孙居福建漳州诏安县，广东潮州饶平县黄冈镇内寮，饶平县联饶镇赤坑等地定居。
沈姓， 沈氏入闽粤始于宋室南渡之际，廷辅公由苏州迁入福建建阳。明英宗或代宗年间，雪涧公由福建建阳迁入广东饶平，定居新丰镇沈厝村。雪涧公次子覆云公又自广东饶平返迁福建，定居漳州诏安太平镇科下村。明崇祯三年，覆云公后裔南涧公二度自闽入粤。南涧公最初落脚在饶平后山头的山坡上，初居时因村后有一尼姑庵，人称“庵前村”，后因村内建筑多为竹篱茅屋，而得名“鸟仔寮村”。沈氏在鸟仔寮村居住的后期，着手在山脚下营建新村—凤山楼。清乾隆嘉庆年间，沈氏族人全部迁入联饶镇凤山楼。联饶镇凤山楼村是沈氏宗族单姓居住的血缘村落，自回迁饶平的南涧公至今，沈氏在此已世居19代。
洪姓， 洪禹居于福建莆田县旧基镇前涵头村。洪禹之孙洪普生子适，适生子圭，字大丁，于唐宝历二年(826)中进士，任工部尚书，赐朝请大夫。唐贞元七年贬任潮州刺史，见潮邑山水之胜，创寨潮阳龟山，后迁嘉定歧北而居，成为洪氏入潮之始祖。第16代孙洪熙创分创于饶平乐岛乡(今汤溪镇乐岛村)。第19代孙洪仕渭分创于饶平汫洲。第23代孙洪东义分创于饶平涂楼村(今联饶镇涂楼)。
薛姓， 薛氏自福建省东部沿海莆田县，再由福建莆田入广东潮州。南宋初，薛伯肇从福建莆田迁广东潮安县庵埠镇薛陇。明朝中期，创广东饶平联饶群力薛氏。清康熙三十七年（1698年）薛伯肇裔孙由薛陇迁居潮阳峡山镇沟头村创村。
陈姓， 于明万历四十四年（1616），陈氏从福建莆田县迁广东饶平联饶镇星光自然村安家置业定居。
陈姓， 陈氏从福建省诏安县安坪路迁广东饶平联饶镇林厝寮村。
欧阳姓， 于清乾隆年间，欧阳氏从广东饶平县的海山欧边迁联饶镇洞双寮下村创村。
杨姓， 于明朝中期，杨氏从广东饶平县东里大港村迁联饶镇旧月塘村创村。
张姓， 于明朝中期，由广东饶平县宣化都黄冈堡霞饶乡竹脚二房张氏迁联饶镇张厝寮村创村，以其姓取名张厝寮村。
许姓， 明朝中期，许氏从广东饶平县宣化都黄冈堡半天桥迁联饶镇许厝寮村创村，以其姓取名许厝寮村。
钟姓， 明末清初，钟氏从福建省诏安县的汀洋埔迁广东饶平联饶镇城岗村创村。其后，钟氏村民建成岗楼，取名成岗楼村，因成与城谐音，故称城岗村。
徐姓， 徐氏长房一世祖，明朝永乐十六年间，于福建漳州搬迁至广东饶平联饶镇下饶村，开枝散叶。